# Berbati
Berbati är ett område på nordöstra Peloponnesos, nordöst om Argos. Dalen har sedan paleolitikum varit en plats där mänsklig aktivitet och bosättning har förekommit. Arkeologiska undersökningar av området har utförs av det Svenska Institutet i Athen sedan 1935.
Berbati är främst känt för de arkeologiska utgrävningar som 1935–1938 företogs här av en svensk expedition under ledning av Axel W. Persson. Bosättningen hade varit i bruk sedan tidig helladisk tid. Av stort vetenskapligt intresse var en krukmakarverkstad från senmykensk tid, med fynd av över 175 000 krukskärvor. En kupolgrav och två i klippan uthuggna kammargravar undersöktes även.

## Geografisk information
Berbatidalen ligger i nordöstra Peloponnesos och omges av höga berg. Till väster ligger den historiska platsen Mykene och söder om dalen över Euboia-bergen ligger Argolis slättland. Till öster ligger de två bergsdominerade dalarna Limnes och Miyio.

## Arkeologiskt arbete
Utgrävningsperioderna i Berbatidalen och omkringliggande dalområden har pågått under: 1935–1938, 1953, 1959, 1988–1990, 1994–1995, 1997 och 1999. Fältarbetet fokuserade under sin första tid på att analysera den västra delen av Berbatidalens västra sida, men kom senare tid att inkludera de närliggande dalarna Limnes och Miyio till öster.
Det svenska fältarbetet startade 1934 med att arkeologerna Axel W. Persson, Erik J. Holmberg och Gösta Säflund besökte området för att hitta potentiella utgrävningsplatser. Året därpå påbörjades undersökningarna vid Mastoskullen med att Persson grävde ut tholosgraven vid fyndplats 515, samtidigt som Holmberg undersökte kammargraven vid fyndplats 514. År 1937 undersökte Persson och Åke Åkerström kullens östra sida, även kallat Potter’s Quarter. Vid Mastoskullens sluttning hittade man även en bosättning från mellanhelladisk tid. Utgrävningar slutade efter andra världskrigets utbrott för att sedan återupptas 1953 av Åkerström som fortsatte sina undersökningar av Mastos fram till 1959.
Under 1980-talet ledde Berit Wells det svenska fältarbetet med ytinventarier i dalarna och bergen kring Limnes i öst. Resultatet gav ett tidsperspektiv på områdets bosättningsutveckling från förhistorisk till modern tid. År 1994 påbörjades The Berbati Valley Project, vars mål var att analysera jordbruksekonomin i området. Projektet inkluderade metodologiska tillvägagångssätt som intensiva fältinventarier och digitala materielbearbetningar.

## Områdets historia och lämningar
Berbatidalen har enligt påträffade fynd som stenverktyg visat på mänsklig aktivitet från mellersta paleolitikum (omkring 100 000–35 000 f.Kr.). Fynden avtar under senpaleotikium, då endast en skrapa och ett blad (båda i sten) har hittats. Minskningen av mänsklig aktivitet har kopplats via klimatologiska undersökningar till inlandsisen utbredning omkring 18 000 f.Kr., vilket troligtvis har resulterat i att befolkningen sökt sig närmare kusten. Två bosättningsplatser har kopplats till den mesolitiska perioden (11 000–10 000 f.Kr.). Efter att dessa två platser övergivits återkommer inte mänsklig aktivitet i området förrän mellersta neolitikum (6000–4500 f.Kr.).
Från senneolitisk tid (4500–3000 f.Kr.) tyder fynden på en expandering av bosättningar i både Berbatidalen och omkringliggande områden. Fyndplatserna har kopplats till jordbruk och boskapsskötsel med tecken på en hierarki mellan bosättningarna. Från tidighelladiska tid (3100–2000 f.Kr) har man identifierat ytterligare 21 fyndplatser utspridda i Berbatidalen, Limnesdalen och Miyiodalen, som visar indikationer på en aktiv jordbruksverksamhet.
Efter utgrävningarna och fältinventarier på Mastoskullens södra sluttning har hittat lämningar från en bosättning från tidig- och mellan-helladisk tid (3100–1600 f.Kr.). Undersökningen resulterade i att man hittade två huskomplex, en stenläggning och ett flertal gropar för votivgåvor. Bosättningen förstördes i en brand omkring 2200 f.Kr. Under den senhelladiska perioden (LH I - 1600–1500 f.Kr.) var endast Mastoskullen bebodd i området. Bosättningen expanderade sedan under kommande perioder LH II och LH III (1370–1190 f.Kr.) mot dalens västra del. Under slutskedet av LH IIIC sker en nedgång bland fyndmaterielet och bosättningsaktiviteter, vilket man kopplat till bronsålderns fall som bland annat drabbade den närliggande staden Mykene, dit matvaror och keramik exporterades.
Omkring 750 f.Kr. kan mänsklig aktivitet återigen ses i Berbatidalen, men förhåller sig till en mindre skala som senare kommer att expandera med en befolkningsökning under senarkaisk tid (omkring 525–480 f.Kr.). Området når höjdpunkten av befolkningsnivån under sent 300-tal f.Kr. och fynden antyder att jordbruket spelade en essentiell roll i försörjning och handel. Under 100-talet f.Kr. minskar bosättningsaktiviteten i området och fortsättningsvis in på romerska kejsarperioden tyder lämningarna på att befolkningen förflyttat sig till städer medan arrendatorer eller slavar brukade jorden.